# 경상남도의 기념물 (제1호 ~ 제100호)
경상남도 기념물은 지방기념물 중에서 경상남도 내에 있는 문화재를 의미한다. 최고의 문화재로 지정되지 않은 것들 중 패총, 고분, 성지, 궁지 등의 사적지 중 역사적, 학술적 가치가 있는 것, 경승지로서 예술적 기교, 관람 가치가 있는 및 동물, 식물, 광물, 동굴 등에서 학술적인 가치가 있는 것"을 대상으로 경상남도지사가 조례에 따라 지정한다.

## 지정목록

### 제1호 ~ 제100호
| 번호   | 사진 | 명칭                                                      | 소재지                                            | 관리자 (단체)      | 지정일                                                                                 | 참조 |
| 1호    |      | 진주 옥봉고분군 (晋州 玉峰古墳群)                         | 경남 진주시 옥봉동 546                            | 진주시             | 1974년 2월 16일 지정, 2018년 12월 20일 명칭변경                                        |      |
| 2호    |      | 창녕 지석묘 (昌寧 支石墓)                                 | 경남 창녕군 장마면 유리 산9번지                   | 창녕군             | 1974년 2월 16일 지정                                                                   |      |
| 3호    |      | 창녕 계성고분군 (昌寧 桂城古墳群)                         | 경남 창녕군 계성면 사리                           | 창녕군             | 1974년 2월 16일 지정, 2019년 2월 26일 해제, 사적 제547호로 승격                        |      |
| 4호    |      | 김해 서상동 지석묘 (金海 西上洞 支石墓)                   | 경남 김해시 가락로 108-17                         | 송창학             | 1974년 2월 16일 지정, 2018년 12월 20일 명칭변경                                        |      |
| 5호    |      | 창원 외동 지석묘 (昌原 外洞 支石墓)                       | 경남 창원시 성산구 창원대로 813 (외동)            | 남면학원           | 1974년 2월 16일 지정, 2018년 12월 20일 명칭변경                                        |      |
| 6호    |      | 남해 양아리 석각 (南海 良阿里 石刻)                       | 경남 남해군 상주면 양하리 산4-3                   | 남해군             | 1974년 2월 16일 지정, 2018년 12월 20일 명칭변경                                        |      |
| 7호    |      | 산청 생초고분군 (山淸 生草古墳群)                         | 경남 산청군 생초면 어서리 산93-1번지외 1필지      | 산청군             | 1974년 2월 16일 지정, 2018년 12월 20일 명칭변경                                        |      |
| 8호    |      | 합천 삼가고분군 (陜川 三嘉古墳群)                         | 경남 합천군 삼가면 양전리                         | 합천군             | 1974년 2월 16일 지정, 2018년 12월 20일 명칭변경                                        |      |
| 9호    |      | 거제 사등성 (巨濟 沙等城)                                 | 경남 거제시 사등면 사등2길 일원                   | 거제시             | 1974년 2월 16일 지정, 2018년 12월 20일 명칭변경                                        |      |
| 10호   |      | 거제 옥산성 (巨濟 玉山城)                                 | 경남 거제시 거제읍 동상3길 109-9                  | 거제시             | 1974년 2월 16일 지정, 2018년 12월 20일 명칭변경                                        |      |
| 11호   |      | 폐왕성지 (廢王城址)                                       | 경남 거제시 둔덕면 거림리 산93                    | 거제시             | 1974년 2월 16일 지정, 2010년 9월 9일 해제, 사적 제509호로 승격                         |      |
| 12호   |      | 황석산성 (황석산성)                                       | 경남 함양군 서하면 봉전리 산153                   | 함양군             | 1974년 2월 16일 지정, 1987년 9월 18일 해제, 사적 제322호로 승격                        |      |
| 13호   |      | 통영 착량묘 (統營 鑿梁廟)                                 | 경남 통영시 당동 8                                | 통영충렬사         | 1974년 2월 16일 지정, 2018년 12월 20일 명칭변경                                        |      |
| 14호   |      | 진주 강민첨 탄생지 (晉州 姜民瞻 誕生地)                   | 경남 진주시 진양호로 603                          | 강두방             | 1974년 12월 28일 지정, 2018년 12월 20일 명칭변경                                       |      |
| 15호   |      | 창원 웅천읍성 (昌原 熊川邑城)                             | 경남 창원시 진해구 성내동                         | 창원시             | 1974년 12월 28일 지정                                                                  |      |
| 16호   |      | 진주 이충무공 진배미 유적지 (晉州 李忠武公 陳배미 유적지) | 경남 진주시 수곡면 원계리 717-1번지               | 진주시             | 1974년 12월 28일 지정, 2018년 12월 20일 명칭변경                                       |      |
| 17호   |      | 천황산 표충사 일원 (天皇山 表忠寺 일원)                   | 경남 밀양시 단장면 구천리                         | 밀양시,표충사      | 1974년 12월 28일 지정, 2018년 12월 20일 명칭변경                                       |      |
| 18호   |      | 남해금산 (南海錦山)                                       | 경남 남해군 이동면 상주리                         | 남해군             | 1974년 12월 28일 지정, 2008년 5월 2일 해제, 명승 제39호로 승격                         |      |
| 19호   |      | 남해 대국산성 (南海 大局山城)                             | 경남 남해군 설천면 진목리 184                     | 남해군             | 1974년 12월 28일 지정, 2018년 12월 20일 명칭변경                                       |      |
| 20호   |      | 남해 임진성 (南海 壬辰城)                                 | 경남 남해군 남면 상가리 291                       | 남해군             | 1974년 12월 28일 지정, 2018년 12월 20일 명칭변경                                       |      |
| 21호   |      | 지리산 쌍계사 일원 (智異山 雙磎寺 一圓)                   | 경남 하동군 화개면 운수리 208                     | 쌍계사             | 1974년 12월 28일 지정, 2018년 12월 20일 명칭변경                                       |      |
| 22호   |      | 거창 거열성 (居昌 居列城)                                 | 경남 거창군 거창읍 상림리 산45-1 일대             | 거창군             | 1974년 12월 28일 지정, 2018년 12월 20일 명칭변경                                       |      |
| 23호   |      | 산청 장천리 도요지 (山淸 長川里 陶窯址)                   | 경남 산청군 신등면 장천리 1324-1번지외 3필지      | 산청군             | 1974년 12월 28일 지정, 2018년 12월 20일 명칭변경                                       |      |
| 24호   |      | 하동 백련리 도요지 (河東 白蓮里 陶窯址)                   | 경남 하동군 진교면 백련리 사기마을일대            | 이성규             | 1974년 12월 28일 지정, 2018년 12월 20일 명칭변경                                       |      |
| 25호   |      | 언양지석묘 (彦陽支石墓)                                   | 경남 울산시 울주구 언양읍 서부리 232              | 울주군             | 1974년 12월 28일 지정, 1997년 10월 9일 해제, 울산 기념물 제2호로 재지정                |      |
| 26호   |      | 고성 동외동 패총 (固城 東外洞 貝塚)                       | 경남 고성군 고성읍 중앙로 113(동외리 404-1)일원   | 고성군             | 1974년 12월 28일 지정, 2018년 12월 20일 명칭변경                                       |      |
| 27호   |      | 통영 욕지도 패총 (統營 欲知島 貝塚)                       | 경남 통영시 욕지면 동항리 797-1외 26필지          | 통영시             | 1974년 12월 28일 지정, 2018년 12월 20일 명칭변경                                       |      |
| 28호   |      | 하동 이명산 석불사지 (河東 理明山 石佛寺址)               | 경남 하동군 북천면 직전리                         | 하동군             | 1974년 12월 28일 지정, 2018년 12월 20일 명칭변경                                       |      |
| 29호   |      | 밀양 조선 성종 왕녀 태실 (密陽 朝鮮 成宗 王女 胎室)       | 경남 밀양시 무안면 화봉리                         | 밀양시             | 1975년 2월 12일 지정, 2018년 12월 20일 명칭변경                                        |      |
| 30호   |      | 사천 세종대왕 태실지 (泗川 世宗大王 胎室地)               | 경남 사천시 곤명면 은사리                         | 사천시             | 1975년 2월 12일 지정, 2018년 12월 20일 명칭변경                                        |      |
| 31호   |      | 사천 단종 태실지 (泗川 端宗 胎室地)                       | 경남 사천시 곤명면 은사리 산438                   | 사천시             | 1975년 2월 12일 지정, 2018년 12월 20일 명칭변경                                        |      |
| 32호   |      | 창원 달천구천 (昌原 達川龜泉)                             | 경남 창원시 의창구 북면 외감리 868번지            | 창원시             | 1975년 2월 12일 지정                                                                   |      |
| 33호   |      | 함안 주세붕 묘역 (咸安 周世鵬 墓域)                       | 경남 함안군 칠서면 계내리                         | 상주주씨문중       | 1976년 4월 15일 지정, 2018년 12월 20일 명칭변경                                        |      |
| 34호   |      | 함안 조안 묘역 (咸安 趙安 墓域)                           | 경남 함안군 군북면 하림리 산87                    | 함안조씨정절공종중 | 1977년 6월 21일 지정, 2018년 12월 20일 명칭변경                                        |      |
| 35호   |      | 의령 칠정려 (宜寧 七旌閭)                                 | 경남 의령군 백산로 43 (의령읍, 칠정려)            | 진양강씨문중       | 1977년 12월 28일 지정, 2018년 12월 20일 명칭변경                                       |      |
| 36호   |      | 고성 오방리 지석묘 (固城 梧芳里 支石墓)                   | 경남 고성군 하일면 오방리                         | 고성군             | 1977년 12월 30일 지정, 2018년 12월 20일 명칭변경                                       |      |
| 37호   |      | 고성 학림리 지석묘 (固城 鶴林里 支石墓)                   | 경남 고성군 하일면 학림리                         | 고성군             | 1977년 12월 30일 지정, 2018년 12월 20일 명칭변경                                       |      |
| 38호   |      | 고성 석지리 지석묘 (固城 石芝里 支石墓)                   | 경남 고성군 하이면 석지리                         | 고성군             | 1977년 12월 28일 지정, 2018년 12월 20일 명칭변경                                       |      |
| 39호   |      | 사천 신벽동 지석묘 (泗川 新碧洞 支石墓)                   | 경남 사천시 신벽동 494                            | 사천시             | 1977년 12월 28일 지정, 2018년 12월 20일 명칭변경                                       |      |
| 40호   |      | 송학동제2의고분군 (松鶴洞第2의古墳群)                     | 경남 고성군 고성읍 송학리                         | 고성군             | 1977년 12월 28일 지정, 2001년 9월 18일 해제, 사적 제119호으로 통합                     |      |
| 41호   |      | 진주 하륜 묘역 (晉州 河崙 墓域)                           | 경남 진주시 미천면 오방리 산166                   | 진양하씨대종회     | 1977년 12월 28일 지정, 2018년 12월 20일 명칭변경                                       |      |
| 42호   |      | 진주 수곡 팔각형 분묘군 (晉州 水谷 八角形 古墳群)         | 경남 진주시 수곡면 효자리 산126                   | 하병태             | 1977년 12월 28일 지정, 2018년 12월 20일 명칭변경                                       |      |
| 43호   |      | 진주 강수명 묘역 (晉州 姜壽明 墓域)                       | 경남 진주시 명석면 우수리 산162                   | 강조헌             | 1977년 12월 28일 지정, 2018년 12월 20일 명칭변경                                       |      |
| 44호   |      | 창원 내동패총 (昌原 內洞貝塚)                             | 경남 창원시 내동 261-1                            | 창원시             | 1979년 5월 2일 지정                                                                    |      |
| 45호   |      | 김해 유하패총 (金海 柳下貝塚)                             | 경남 김해시 장유면 유하리183                      | 김해시             | 1979년 5월 2일 지정, 2018년 12월 20일 명칭변경                                         |      |
| 46호   |      | 거제 고현성 (巨濟 古縣城)                                 | 경남 거제시 계룡로 125 일원                       | 거제시             | 1979년 5월 2일 지정, 2018년 12월 20일 명칭변경                                         |      |
| 47호   |      | 주전봉수대 (朱田烽燧臺)                                   | 경남 울산시 동구 주전동 산193                     | 울산시             | 1979년 5월 2일 지정, 1997년 10월 9일 해제, 울산 기념물 제3호로 재지정                  |      |
| 48호   |      | 밀양 남전리 지석묘군 (密陽 南田里 支石墓群)               | 경남 밀양시 하남읍 남전리 1035-1 일원             | 밀양시             | 1979년 12월 31일 지정, 2018년 12월 20일 명칭변경                                       |      |
| 49호   |      | 사천 덕곡리 지석묘군 (泗川 德谷里 支石墓群)               | 경남 사천시 용현면 덕곡리 135                     | 사천시             | 1979년 12월 31일 지정, 2018년 12월 20일 명칭변경                                       |      |
| 50호   |      | 처용암 (處容岩)                                           | 경남 울산시 남구 황성동                           | 울산시             | 1979년 12월 31일 지정, 1997년 10월 9일 해제, 울산 기념물 제4호로 재지정                |      |
| 51호   |      | 거창개봉고분 (居昌開封古墳)                               | 경남 거창군 거창읍 동리 산58-1                    | 거창군             | 1980년 12월 26일 지정                                                                  |      |
| 52호   |      | 창원 이산성지 (昌原 鯉山城址)                             | 경남 창원시 회원동 산7-8번지                      | 창원시             | 1981년 12월 21일 지정                                                                  |      |
| 53호   |      | 진주 하경복 묘 (晉州 河敬複 墓)                           | 경남 진주시 수곡면 원계리 산59                    | 진양하씨문중       | 1982년 8월 2일 지정, 2018년 12월 20일 명칭변경                                         |      |
| 54호   |      | 간월사지 (澗月寺址)                                       | 경남 울산시 울주구 상북면 등억리                  | 울주군             | 1982년 8월 2일 지정, 1997년 10월 9일 해제, 울산 기념물 제5호로 재지정                  |      |
| 55호   |      | 하동송림 (河東松林)                                       | 경남 하동군 하동읍 광평리                         | 하동읍             | 1982년 8월 2일 지정, 2005년 2월 18일 해제, 천연기념물 제445호로 승격                   |      |
| 56호   |      | 함안 고려동 유적지 (咸安 高麗洞 遺蹟址)                   | 경남 함안군 산인면 모곡리 580                     | 이세균             | 1982년 8월 2일 지정, 2018년 12월 20일 명칭변경                                         |      |
| 57호   |      | 울산대곡리암각화 (蔚山大谷里岩刻畵)                       | 경남 울주군 언양면 대곡리                         | 울주군             | 1982년 8월 2일 지정, 1995년 6월 23일 해제, 국보 제285호로 승격                         |      |
| 58호   |      | 구지봉 (龜旨峰)                                           | 경남 김해시 구산동 산81-2번지 일원                | 김해시             | 1983년 8월 6일 지정, 2001년 3월 7일 해제, 사적 제429호로 승격                          |      |
| 59호   |      | 창녕 영산읍성지 (昌寧 靈山邑城址)                         | 경남 창녕군 영산면 성내리                         | 창녕군             | 1987년 8월 6일 지정, 2018년 12월 20일 명칭변경                                         |      |
| 60호   |      | 창녕 조우희, 조익수 묘 (昌寧 曺遇禧, 曺益修 墓)           | 경남 창녕군 남지읍 성사리                         | 창녕조씨문중       | 1983년 8월 2일 지정, 2018년 12월 20일 명칭변경                                         |      |
| 61호   |      | 하동 쌍계사 차나무 시배지 (河東 雙磎寺 茶나무 始培地)     | 경남 하동군 화개면 운수리 일대                    | 쌍계사             | 1987년 8월 6일 지정, 2018년 12월 20일 명칭변경                                         |      |
| 62호   |      | 남해 다정리 지석묘 (南海 茶丁里 支石墓)                   | 경남 남해군 이동면 다정리 911-5                   | 남해군             | 1983년 8월 6일 지정                                                                    |      |
| 63호   |      | 통영 당포성 (統營 唐浦城)                                 | 경남 통영시 산양읍 삼덕리 244 외                  | 통영시             | 1983년 8월 6일 지정, 2018년 12월 20일 명칭변경                                         |      |
| 64호   |      | 의령 벽화산성지 (宜寧 碧華山城址)                         | 경남 의령군 의령읍 하리 산113-2 외 2필지          | 의령군             | 1983년 8월 6일 지정, 2018년 12월 20일 명칭변경                                         |      |
| 65호   |      | 거창 내오리 지석묘 (居昌 內吾里 支石墓)                   | 경남 거창군 주상면 내오리                         | 거창군             | 1983년 8월 6일 지정                                                                    |      |
| 66호   |      | 산청문익점묘 (山淸文益漸墓)                               | 경남 산청군 신안면 신안리 산75-1번지외 1필지      | 남평문씨문중       | 1983년 8월 24일 지정                                                                   |      |
| 67호   |      | 합천 미숭산성 (陜川 美崇山城)                             | 경남 합천군 야로면 하빈리 산 27                   | 합천군             | 1983년 12월 20일 지정, 2018년 12월 20일 명칭변경                                       |      |
| 68호   |      | 함안외암리공룡발자국화석 (咸安外岩里恐龍발자국化石)       | 경남 함안군 여항면 외암리 산79,산80               | 함안군             | 1983년 12월 20일 지정                                                                  |      |
| 69호   |      | 하동 두양리 은행나무 (河東 斗陽里 檭杏나무)               | 경남 하동군 옥종면 두양리                         | 강씨문중           | 1983년 12월 20일 지정, 2018년 12월 20일 명칭변경                                       |      |
| 70호   |      | 합천배티세일동굴 (陜川배티세일洞窟)                       | 경남 합천군 쌍책면 사양리 산170                   | 합천군             | 1983년 12월 20일 지정                                                                  |      |
| 71호   |      | 고성덕명리공룡발자국화석 (固城德明里恐龍발자국化石)       | 경남 고성군 하이면 덕명리                         | 고성군             | 1983년 12월 20일 지정, 1999년 9월 14일 해제, 천연기념물 제411호로 승격                 |      |
| 72호   |      | 개운포성지 (開雲浦城址)                                   | 경남 울산시 남구 성암동                           | 울산시             | 1985년 1월 14일 지정, 1997년 10월 9일 해제, 울산 기념물 제6호로 재지정                 |      |
| 73호   |      | 창원 구산성지 (昌原 龜山城址)                             | 경남 창원시 진해구 자은동                         | 창원시             | 1985년 1월 14일 지정                                                                   |      |
| 74호   |      | 통영 충렬사 동백나무 (統營 忠烈祠 동백나무)               | 경남 통영시 명정동 213                            | 재단법인통영충렬사 | 1985년 1월 14일 지정, 2018년 12월 20일 명칭변경                                        |      |
| 75호   |      | 삼천포늑도패총 (三千浦勒島貝塚)                           | 경남 사천시 늑도동                                | 천주종외27명       | 1985년 1월 14일 지정, 2003년 7월 2일 해제, 사적 제450호로 승격                         |      |
| 76호   |      | 창원무성리소나무 (昌原武城里소나무)                       | 경남 창원시 동읍 무성리                           | 무성부락           | 1985년 1월 14일 지정, 1995년 5월 4일 해제, 해제사유 미상                               |      |
| 77호   |      | 창원 인곡리 모과나무 (昌原 仁谷里 모과나무)               | 경남 창원시 마산합포구 진북면 의림로382           | 의림사             | 1985년 1월 14일 지정                                                                   |      |
| 78호   |      | 하동축지리소나무 (河東丑只里소나무)                       | 경남 하동군 악양면 축지리 15                      | 대축마을회         | 1985년 1월 14일 지정, 2008년 3월 12일 해제, 천연기념물 제491호로 승격                  |      |
| 79호   |      | 창원 웅천왜성 (昌原 熊川倭城)                             | 경남 창원시 남문동 산211-1번지                    | 창원시             | 1998년 9월 9일 지정                                                                    |      |
| 80호   |      | 사천 조명군총 (泗川 朝明軍塚)                             | 경남 사천시 용현면 선진리 402                     | 사천시             | 1985년 1월 14일 지정                                                                   |      |
| 81호   |      | 양산 천성산 내원사 일원 (梁山 千聖山 內院寺 一圓)         | 경남 양산시 하북면 용연리 291                     | 내원사             | 1985년 1월 14일 지정, 2018년 12월 20일 명칭변경                                        |      |
| 82호   |      | 고성 북평리 찰피나무 (固城 北坪里 찰피나무)               | 경남 고성군 개천면 북평리 408                     | 옥천사청련암       | 1986년 8월 6일 지정                                                                    |      |
| 83호   |      | 의령 충익사 모과나무 (宜寧 忠翼祠 모과나무)               | 경남 의령군 의령읍 충익로 1, 충익사               | 의령군             | 1987년 5월 19일 지정, 2018년 12월 20일 명칭변경                                        |      |
| 84호   |      | 양산이길봉수대 (梁山爾吉烽燧臺)                           | 경남 양산시 장안읍 효암리 51-5                    | 효암리진흥회       | 1987년 5월 19일 지정, 1995년 3월 1일 해제, 부산광역시 기념물 제38호로 재지정           |      |
| 85호   |      | 위열공김취려의묘 (威烈公金就礪의墓)                       | 경남 울산시 울주구 언양읍 송대리 15               | 언양김씨종친회     | 1987년 5월 19일 지정, 1997년 10월 9일 해제, 울산 기념물 제7호로 재지정 (행정구역 변경) |      |
| 86호   |      | 고성 장산숲 (固城 章山숲)                                 | 경남 고성군 마암면 장산리 231-2                   | .                  | 1987년 5월 19일 지정                                                                   |      |
| 87호   |      | 남해 금산 봉수대 (南海 錦山 烽燧臺)                       | 경남 남해군 상주면 상주리 257-3번지               | 남해군             | 1987년 5월 19일 지정                                                                   |      |
| 88호   |      | 창원 회원현성지 (昌原 檜原縣城址)                         | 경남 창원시 마산합포구 자산동 146번지             | 창원시             | 1988년 12월 23일 지정                                                                  |      |
| 89호   |      | 창원 유주비각 (昌原 維舟碑閣)                             | 경남 창원시 진해구 용원동 산222,223,197           | 김해김씨종친회     | 1988년 12월 23일 지정                                                                  |      |
| 90호   |      | 양산 박제상 유적. 효충사 (梁山 朴堤上 遺蹟. 孝忠祠)       | 경남 양산시 상북면 소토리 1173-2                  | 정세영             | 1988년 12월 23일 지정, 2018년 12월 20일 명칭변경                                       |      |
| 90-1호 |      | 표충사 (표충사)                                           | 경남 양산시 북평면 소토리 173-1                   | 정세영             | 1988년 12월 23일 지정, 1997년 10월 9일 해제, 해제사유 미상                             |      |
| 91호   |      | 김해 양동산성 (金海 良洞山城)                             | 경남 김해시 주촌면 양동 산 39-1,2                 | 김해시             | 1988년 12월 23일 지정, 2018년 12월 20일 명칭변경                                       |      |
| 92호   |      | 천성진성 (天城鎭城)                                       | 경남 의창군 천가면 천성리 1614                    | 의창군             | 1988년 12월 23일 지정, 1990년 1월 18일 해제, 부산 기념물 제34호로 재지정               |      |
| 93호   |      | 은현리적석총 (銀峴里積石塚)                               | 경남 울산시 울주구 웅촌면 은현리 207-1,2          | 울주군             | 1988년 12월 23일 지정, 1997년 10월 9일 해제, 울산 기념물 제8호로 재지정                |      |
| 94호   |      | 밀양 추화산성 (密陽 推火山城)                             | 경남 밀양시 교동 376-1번지                        | 밀양시             | 1990년 1월 16일 지정, 2018년 12월 20일 명칭변경                                        |      |
| 95호   |      | 거제 덕포동 이팝나무 (巨濟 德浦洞 이팝나무)               | 경남 거제시 덕포동 1039번지                       | 거제시             | 1990년 1월 16일 지정, 2018년 12월 20일 명칭변경                                        |      |
| 96호   |      | 진주 정평리 무환자나무 (晋州 亭坪里 무환자나무)           | 경남 진주시 집현면 정평리 산77-1                  | 응석사             | 1990년 1월 16일 지정, 2018년 12월 20일 명칭변경                                        |      |
| 97호   |      | 김해 내동지석묘 (金海 內洞支石墓)                         | 경남 김해시 금관대로 1265번길 4-1                 | 김해시             | 1990년 12월 20일 지정, 2018년 12월 20일 명칭변경                                       |      |
| 98호   |      | 김해 칠산동 고분군 (金海 七山洞 古墳群)                   | 경남 김해시 금관대로 838번길 15-28                | 김해시             | 1990년 12월 20일 지정                                                                  |      |
| 99호   |      | 김해 사충단 (金海 四忠壇)                                 | 경남 김해시 가야로405번안길 22-9 (동상동)         | 김해시             | 1990년 12월 20일 지정, 2018년 12월 20일 명칭변경                                       |      |
| 100호  |      | 의령 죽전리 고분군 (宜寧 竹田里 古墳群)                   | 경남 의령군 정곡면 죽전리 산78, 용덕면 정동리 산1 | 의령군             | 1990년 12월 20일 지정                                                                  |      |